# Marek Żurawski
Marek Żurawski (ur. 1 listopada 1971) – polski piłkarz występujący na pozycji pomocnika. W latach 1989–1992 rozegrał 38 spotkań ligowych w barwach Zagłębia Sosnowiec.